# Gediz Göl
Gediz Göl (Zonguldak, 7 agosto 1949) è un ex calciatore turco, di ruolo centrocampista.

## Carriera
Gol iniziò la carriera nel Beşiktaş, con cui vinse due campionati turchi, nelle stagioni  1965-1966, 1966-1967.
Tra il 1967 ed il 1969 gioca nel Boluspor ad esclusione di una esperienza nell'estate 1968 con gli statunitensi del Dallas Tornado. I Tornado erano reduci dal tour mondiale voluto ed organizzato dal nuovo allenatore del club, il macedone-canadese Bob Kap, che vide la franchigia impegnata in una serie di massacranti incontri tra Africa, Europa, Asia e Oceania. Il tour ebbe effetti devastanti sulla squadra durante la stagione regolare, la prima della neonata NASL, che nonostante l'allontanamento di Kap, inanellò una lunga serie di sconfitte. La squadra chiuse il torneo al quarto ed ultimo posto della Gulf Division, con sole due vittorie e quattro pareggi ottenuti a fronte di ben 26 sconfitte.
Nel 1973 passa al Zonguldakspor, con cui nella stagione 1974-1975 ottiene l'undicesimo posto nel massimo campionato turco.
La stagione seguente è in forza al Balıkesirspor, con cui retrocesse in cadetteria a causa del sedicesimo ed ultimo posto in campionato.
Torna al Zonguldakspor a partire dal 1976, giocandovi sino al 1979, sempre in massima serie, ottenendo due ottavi posti nel 1978 e 1979.

## Palmarès
- Campionato turco: 2

Beşiktaş: 1965-1966, 1966-1967